# 世界妖怪図鑑
『世界妖怪図鑑』（せかいようかいずかん）は、1973年に立風書房〈ジャガーバックス〉から刊行された妖怪図鑑。著者は作家の佐藤有文。

## 概要
世界に伝わる妖怪たちを、「動物の妖怪」「人間の妖怪」「人獣の妖怪」「妖獣モンスター」「怪奇映画ベスト10」「世界の超悪魔」と大きく6つの章に分類して紹介。章の間のページでは「妖怪学」と題されたコラムが設けられており、「妖獣と怪獣の違いとは」や「妖怪の弱点は」などのテーマがあつかわれている。
本文にはヨーロッパなどをはじめとした世界各地の絵画作品が豊富に図版として掲載されている他、柳柊二・石原豪人・好美のぼる・斉藤和明らによる挿絵が用いられている。ほかにも「怪奇映画ベスト10」の章にはユニバーサルやハマーなど、20世紀初期からつづく欧米の映画会社の制作によるホラー映画のスチール写真も用いられている。
子供向けの妖怪図鑑として、おなじく佐藤による『日本妖怪図鑑』（1972年）と同じく版を重ねられており、知名度も高い。シリーズにおける前作と同様に、1920年代以降に発達した悪魔・魔術関係の海外の通俗的な書籍やホラー映画を下敷きとして1960年代から1970年代にかけて漫画雑誌などに発表された佐藤を含む多くの作家たちの妖怪などがまとめられており、学問的な研究資料価値はそこまで求められていない。また、いくつかの図版が本来その絵画がもっている題やテーマとは違うものとして紹介されていたり、悪魔が本来と異なった名称で解説されていたり、年号表記が誤っているなど、一部編集に粗漏な点が見受けられる。

## 出版について
2016年に復刊ドットコムよりジャガーバックス復刻シリーズの第3弾として復刻発売された。発売時には予約特典として本書の表紙絵を図案に配したピンバッジがつけられた。

## 備考
- 妖怪チャンピオンというタイトルで日本でもよく知られている世界の妖怪たちを冒頭で紹介している。その内容は悪魔サタン、蛇女ゴーゴン、地獄の魔王、吸血鬼ドラキュラ、幽霊、妖獣ケルベロスである[3]。
- 「怪奇映画ベスト10」に登場する映画題材は以下のようなもの。

| 妖怪名               | おもな映画作品                                                   |
| フランケンシュタイン | フランケンシュタインの花嫁（1935年）、Frankenstein（1910年）など |
| 吸血鬼ドラキュラ     | 吸血鬼ドラキュラ（1958年）、吸血鬼ノスフェラトゥ（1922年）など   |
| ミイラ男             | ミイラ怪人の呪い（1967年）                                       |
| 狼男                 | I Was a Teenage Werewolf（1957年）                               |
| 半魚人ラーゴン       | 大アマゾンの半魚人（1954年）                                     |
| 巨人ゴーレム         | The Golem（1920年）                                              |
| せむし男             | ノートルダムのせむし男（1923年）                                 |
| 吸血ゾンビ           | 吸血ゾンビ（1966年）                                             |
| 蛇女                 | 蛇女の脅怖（1966年）                                             |
| ジキルとハイド       | ジキル博士とハイド氏（1931年）                                   |